# کشا
کِشا رُز سیبرت (انگلیسی: Kesha Rose Sebert؛ زادهٔ ۱ مارس ۱۹۸۷) خواننده و ترانه‌نویس آمریکایی است. موفقیت اولیه او در سال ۲۰۰۹ رقم خورد که در تک‌آهنگ نامبروان فلو رایدا به نام «راست‌گرد» حضور داشت.
موسیقی و تصویر کشا او را به سرعت به موفقیت رساند. او دو آلبوم صدرنشین در جدول بیلبورد ۲۰۰ آمریکا با حیوان (۲۰۱۰) و رنگین‌کمان (۲۰۱۷) کسب کرد و همچنین آلبوم‌های جنگاور (۲۰۱۲) و جاده بلند (۲۰۲۰) در میان ۱۰ آلبوم برتر قرار گرفتند. او ۱۰ تک‌آهنگ در میان ۱۰ ترانه برتر جدول بیلبورد هات ۱۰۰ آمریکا به دست آورد، از جمله «تیک‌تاک» , «راست‌گرد» با فلو رایدا، «اولین بوسه من» با تری‌اوه‌تری، «ور ور»، «عشق تو داروی من»، «درش بیار»، «همینیم که هستیم»، «ضربه»، «جوان‌مرگ»، و «چوب» با پیت‌بول. تک‌آهنگ او در سال ۲۰۰۹ به نام «تیک‌تاک» پرفروش‌ترین تک‌آهنگ دیجیتال در تاریخ بود که با فروش بیش از ۱۴ میلیون نسخه در سطح بین‌المللی، تا سال ۲۰۱۱ رکورددار باقی ماند. او قرارداد پنج آلبومی خود با کمپانی Kemosabe Records را با انتشار آلبوم دستور سکوت (۲۰۲۳) به پایان رساند و اولین آلبوم مستقل خود به نام نقطه (۲۰۲۵) را تحت لیبل شخصی‌اش، Kesha Records، منتشر کرد.
حرفه کشا بین آلبوم‌های جنگاور و رنگین‌کمان  به دلیل اختلاف قانونی با تهیه‌کننده سابقش، دکتر لوک، که از سال ۲۰۱۴ آغاز شد، متوقف شده بود. مجموعه‌ای از دعاوی حقوقی، که به‌طور جمعی به نام Kesha v. Dr. Luke شناخته می‌شوند، بین این دو طرف رد و بدل شد. کشا او را به آزار جسمی، جنسی و عاطفی و تبعیض شغلی متهم کرد، در حالی که دکتر لوک ادعای نقض قرارداد و افترا مطرح کرد. این پرونده در ژوئن ۲۰۲۳ خارج از دادگاه حل و فصل شد.
کشا در رتبه‌بندی بهترین هنرمندان دهه ۲۰۱۰ بیلبورد در رتبه ۲۶ قرار دارد. او جوایز و نامزدی‌های متعددی دریافت کرده است، از جمله جایزه بهترین هنرمند جدید از جوایز موسیقی ام‌تی‌وی اروپا در سال ۲۰۱۰. کشا همچنین برای هنرمندان دیگر، از جمله ترانه «تا دنیا دنیاست» (۲۰۱۱) اثر بریتنی اسپیرز و ترانه‌هایی برای آریانا گرانده، مایلی سایرس و میرندا کازگرو، ترانه‌سرایی کرده است.

## اوایل زندگی
کشا رز سیبِرت در ۱ مارس ۱۹۸۷ در لس آنجلس به دنیا آمد. مادرش، رزماری پاتریشیا "پیبی" سبِرت، ترانه‌سرا و خواننده‌ای بود که در سال ۱۹۷۸ ترانهٔ "Old Flames Can't Hold a Candle to You" را همراه با هیو موفات برای جو سان نوشت، ترانه‌ای که بعدها توسط دالی پارتن، ستاره موسیقی کانتری، در آلبومش به نام Dolly, Dolly, Dolly در سال ۱۹۸۰ محبوب شد. پیبی، که مادری مجرد بود، با مشکلات مالی زیادی دست‌وپنجه نرم می‌کرد و برای تأمین مخارج خود، کشا و برادر بزرگ‌ترش لاگان، به کمک‌های دولتی و کوپن‌های غذایی وابسته بود. وقتی کشا نوزاد بود، پیبی گاهی مجبور می‌شد او را روی صحنه مراقبت کند، در حالی که خودش مشغول اجرا بود. کشا می‌گوید هیچ اطلاعاتی دربارهٔ هویت پدرش ندارد. در سال ۲۰۱۱، مردی به نام باب چمبرلین که ادعا می‌کرد پدر اوست، با ارائه عکس‌ها و نامه‌هایی به مجله استار مدعی شد که تا قبل از ۱۹ سالگی کشا با او به‌عنوان پدر و دختر در ارتباط بوده‌اند. مادر کشا عمدتاً از تبار مجارستانی است و یکی از اجداد مادری او لهستانی بود.
در سال ۱۹۹۱، پیبی پس از امضای قرارداد جدیدی برای ترانه‌سرایی، خانواده را به نشویل، تنسی  منتقل کرد. او اغلب کشا و برادرانش را به استودیوهای ضبط می‌برد و پس از اینکه متوجه استعداد خوانندگی کشا شد، او را به آواز خواندن تشویق کرد. کشا در دبیرستان‌های فرانکلین و برنت‌وود درس خواند و می‌گوید به دلیل سبک غیرمتعارفش، مانند شلوارهای مخملی بنفش دست‌دوز و موهای بنفش، نتوانست با دیگر دانش‌آموزان ارتباط برقرار کند. او در گروه مارش مدرسه ترومپت و بعدها ساکسیفون می‌نواخت و ادعا می‌کند دانش‌آموزی کوشا بوده است.
کشا در ۱۷ سالگی، پس از اینکه مکس مارتین، تهیه‌کننده سوئدی، او را متقاعد کرد برای دنبال کردن حرفه موسیقی به لس آنجلس بازگردد، ترک تحصیل کرد و بعدها مدرک معادل دیپلم (GED) گرفت. با این حال، در مصاحبه‌ای در سال ۲۰۲۴، او اظهارات قبلی خود را نقض کرد و گفت که هرگز مدرک GED نگرفته است. پس از کسب نمره‌ای نزدیک به عالی در آزمون اس‌ای‌تی، به او بورسیه‌ای از کالج بارنارد، وابسته به دانشگاه کلمبیا، پیشنهاد شد، اما او تصمیم گرفت به جای تحصیل، حرفه موسیقی را دنبال کند.
علاوه بر شرکت در کلاس‌های ترانه‌سرایی، کشا از مادرش پیبی یادگرفت چگونه ترانه بنویسد و اغلب بعد از بازگشت از مدرسه با هم ترانه می‌نوشتند. کشا دموهایی ضبط می‌کرد که پیبی آن‌ها را به افراد آشنا در صنعت موسیقی می‌داد. کشا همچنین با برادرش لاگان در یک گروه موسیقی فعالیت داشت. او و پیبی وقتی کشا ۱۶ ساله بود، ترانه‌ای به نام «استفان» نوشتند. کشا سپس دیوید گامسون، تهیه‌کننده‌ای که از گروه Scritti Politti تحسینش می‌کرد، را پیدا کرد و او پذیرفت این ترانه را تولید کند. در همین زمان، پیبی به آگهی برنامه تلویزیونی واقعیت‌نمای The Simple Life پاسخ داد که به دنبال خانواده‌ای «عجیب» برای میزبانی از پاریس هیلتون و نیکول ریچی بود. قسمت مربوط به خانواده سبِرت در سال ۲۰۰۵ پخش شد. مکس مارتین یکی از دموهای کشا را از سامانتا کاکس، مدیر ارشد روابط نویسندگان و ناشران در Broadcast Music Incorporated، دریافت کرد و تحت تأثیر قرار گرفت. مجله بیلبورد در مقاله‌ای دو دمو را توصیف کرد: اولی «یک بالاد کانتری خودنوشته با اجرای خیره‌کننده» و دومی «یک قطعه تریپ هاپ به شدت ضعیف» که در آن کشا پس از اتمام متن ترانه، یک دقیقه بداهه رپ می‌خواند. این دموی دوم بود که توجهات را به خود جلب کرد.

## زندگی شخصی
کشا یکی از اعضای جامعه ال‌جی‌بی‌تی است. او پیش‌تر خود را دوجنس‌گرا معرفی کرده بود؛ اما در سال ۲۰۲۲ توضیح داد که ترجیح می‌دهد برای گرایش جنسی‌اش برچسبی قائل نشود و گفت: «من نه همجنس‌گرا هستم، نه دگرجنس‌گرا. نمی‌دانم چه هستم. من عاشق آدم‌ها می‌شوم… واقعاً از هرگونه برچسب‌زنی خودداری می‌کنم، جز اینکه برای همه چیز ذهنی بازداشته باشم.» او اظهاراتی مشابه را در سال‌های ۲۰۱۰ و ۲۰۱۳ نیز بیان کرده بود.
در مقاله‌ای در نشریهٔ اتیتیود در سال ۲۰۱۹، کشا با پرداخت عمیق‌تری به موضوع گرایش جنسی خود نوشت: «من همیشه مجذوب روحی بوده‌ام که در پشت چشم‌های یک فرد پنهان است. هیچ‌گاه برایم مهم نبوده جنسیت یک فرد یا نوع هویت جنسیتی او چه باشد تا از خودم بپرسم آیا به او جذب شده‌ام یا نه.» کشا مراسم‌های تعهد قانونی را برای زوج‌های همجنس و دگرجنس برگزار کرده و در فعالیت‌های مربوط به حقوق ال‌جی‌بی‌تی و همچنین حقوق حیوانات مشارکت داشته است. کشا همچنین گفته که هنگام تولد، دارای یک «دم باقی‌مانده» به طول یک‌چهارم اینچ بوده است: «من با دم به دنیا آمدم… آن را بریدند و دمم را دزدیدند… از آن داستان واقعاً غمگینم.»

### حمایت‌گری
کشا از جنبش دیگر بس است، گروهی مدافع حقوق قربانیان آزار جنسی، حمایت کرده است. در مراسم گرمی ۲۰۱۸، ترانهٔ «نیایش» را به‌همراه تعدادی از زنان شاخص دنیای موسیقی در حمایت از این جنبش اجرا کرد.
در نوامبر ۲۰۲۳، کشا هنگام اجرا، متن آهنگ «تیک‌تاک» را تغییر داد و عبارت «وقتی صبح بیدار می‌شم، احساس می‌کنم مثل پی. دیدی هستم» را به «وقتی صبح بیدار می‌شم، احساس می‌کنم فقط خودمم» تغییر داد تا نام شان «پی. دیدی» کامبز را حذف کند؛ واکنشی به دادخواستی از سوی کسی ونتورا که او را به آزار، از جمله تجاوز، در طول یک دهه متهم کرده بود. سپس در جشنوارهٔ کواچلا در آوریل ۲۰۲۴، در اجرای مهمانانه‌اش با رنی رپ، متن را به «صبح که بیدار می‌شم، مثل اینکه بگم: 'لعنت به پی. دیدی'» تغییر داد. پس از طرح دادخواست‌های بیشتر علیه کامبز، کشا اعلام کرد که قصد دارد از این پس این تغییر را به‌طور دائمی در اجراهایش حفظ کند.

### مشکلات سلامت
در ۳ ژانویهٔ ۲۰۱۴، کشا برای درمان اختلال خوردن به یک مرکز درمانی در لمانت، ایلینوی مراجعه کرد. مادرش تأیید کرد که کشا مبتلا به پرخوری عصبی بوده و از زمان عقد قراردادش با شرکت موسیقی با این اختلال درگیر بوده است. او همچنین ادعا کرد که دکتر لوک در این وضعیت بی‌تأثیر نبوده و به کشا گفته بود وزن کم کند و بدن او را با یخچال مقایسه کرده بود. کشا پس از دو ماه در ۶ مارس ۲۰۱۴، درمان را به پایان رساند.
در مصاحبه‌اش با مجلهٔ سلف، کشا اعلام کرد که در سال ۲۰۲۲ مبتلا به نقص ایمنی متغیر شایع تشخیص داده شده بود که باعث خستگی روزانه‌اش می‌شد. او ابتدا گمان می‌کرد این حالت به‌خاطر فشار کاری است. کشا همچنین گفت که در ژانویهٔ ۲۰۲۳ به‌دلیل بروز عارضه هنگام انجماد تخمک‌هایش نزدیک بود جان خود را از دست بدهد و چند هفته بعد، پس از اجرا دچار ضعف شد و برای نه روز در بیمارستان بستری بود.

### دیدگاه‌های معنوی
کشا در نشریهٔ لنی لتر نوشت که خدا را «طبیعت، فضا، انرژی و کیهان» می‌داند. او گفت: «برداشت من از معنویت مهم نیست، چون هرکس برداشت خودش را دارد. چیزی که اهمیت دارد این است که چیزی فراتر از منِ فردی دارم که برایم صلح و آرامش به‌همراه دارد.» طبق گزارش نشریهٔ پی‌پر، «همجنس‌گراهراسی و دینداری تصنعی او را از مسیحیت دور کرد و حالا نوعی ترکیب آزاداندیشانه از مراقبه، ذهن‌آگاهی و طالع‌بینی را برگزیده است.» کشا گفته گاهی به نیهیلیسم نیز گرایش دارد. او «مجنونِ دین» توصیف شده است.

### سیاست
کشا منتقد صریح رئیس‌جمهور ایالات متحده، دونالد ترامپ، بوده است. او گفته تک‌آهنگ ۲۰۱۸ خود به‌نام «زن» را در اعتراض به اظهارنظر جنجالی ترامپ دربارهٔ زنان نوشته است. کشا در انتخابات ریاست‌جمهوری ۲۰۲۰ از جو بایدن و در انتخابات ۲۰۲۴ از کامالا هریس حمایت کرده است.

## آلبوم‌ها
- حیوان (۲۰۱۰)
- جنگاور (۲۰۱۲)
- رنگین‌کمان (۲۰۱۷)
- جاده بلند (۲۰۲۰)
- دستور سکوت (۲۰۲۳)
- نقطه (۲۰۲۵)